# Papaya (Club)

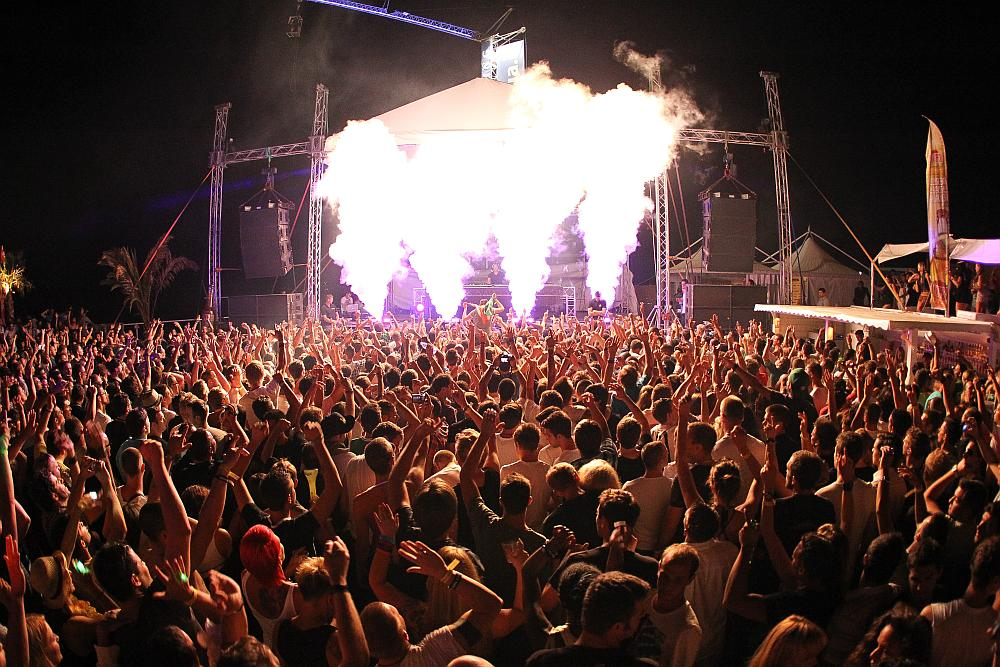
Papaya (2011)

Papaya ist ein Open-Air-Club am Zrće-Strand auf der Insel Pag in Kroatien. Der Club, in dem vorwiegend elektronische Tanzmusik gespielt wird, hat von Ende Mai bis Anfang September täglich geöffnet.

## Geschichte
Das Papaya wurde 2002 als Strandbar mit Pool gegründet. Es etablierten sich nachmittägliche After-Pool-Partys. Ab 2005 wurden vereinzelt auch internationale DJs gebucht. 2007 wurde das Areal vergrößert zu einem Fassungsvermögen bis zu 3500 Personen.
Im Papaya werden vor allem EDM-Genres wie Electro-House und Big-Room gespielt, aber auch Trance, Techno und Hip-Hop. Zu den Künstlern die bereits im Papaya auftraten gehören Armin van Buuren, Calvin Harris, Dimitri Vegas & Like Mike, Hardwell, Jamie Jones, Justice, Loco Dice, Marco Carola, Nicky Romero, Paul Kalkbrenner, Paul van Dyk, Rick Ross, Showtek, Snoop Dogg, Sven Väth, Swedish House Mafia, Tiësto, W&W und Wiz Khalifa.
Seit 2011 wird der Veranstaltungsort von den Lesern des britischen DJ Magazine in die Liste der weltweiten Top-100 Clubs gewählt, wiederholt auch in die Top Ten. Seit 2013 dient der Club als Hauptfloor des Sonus Festivals sowie diverser weiterer Festivals, die zusammen mit den Nachbarclubs Kalypso, Noa und Aquarius veranstaltet werden.
2014 wurde die charakteristische Runddachbühne installiert.